# تسهدنیک

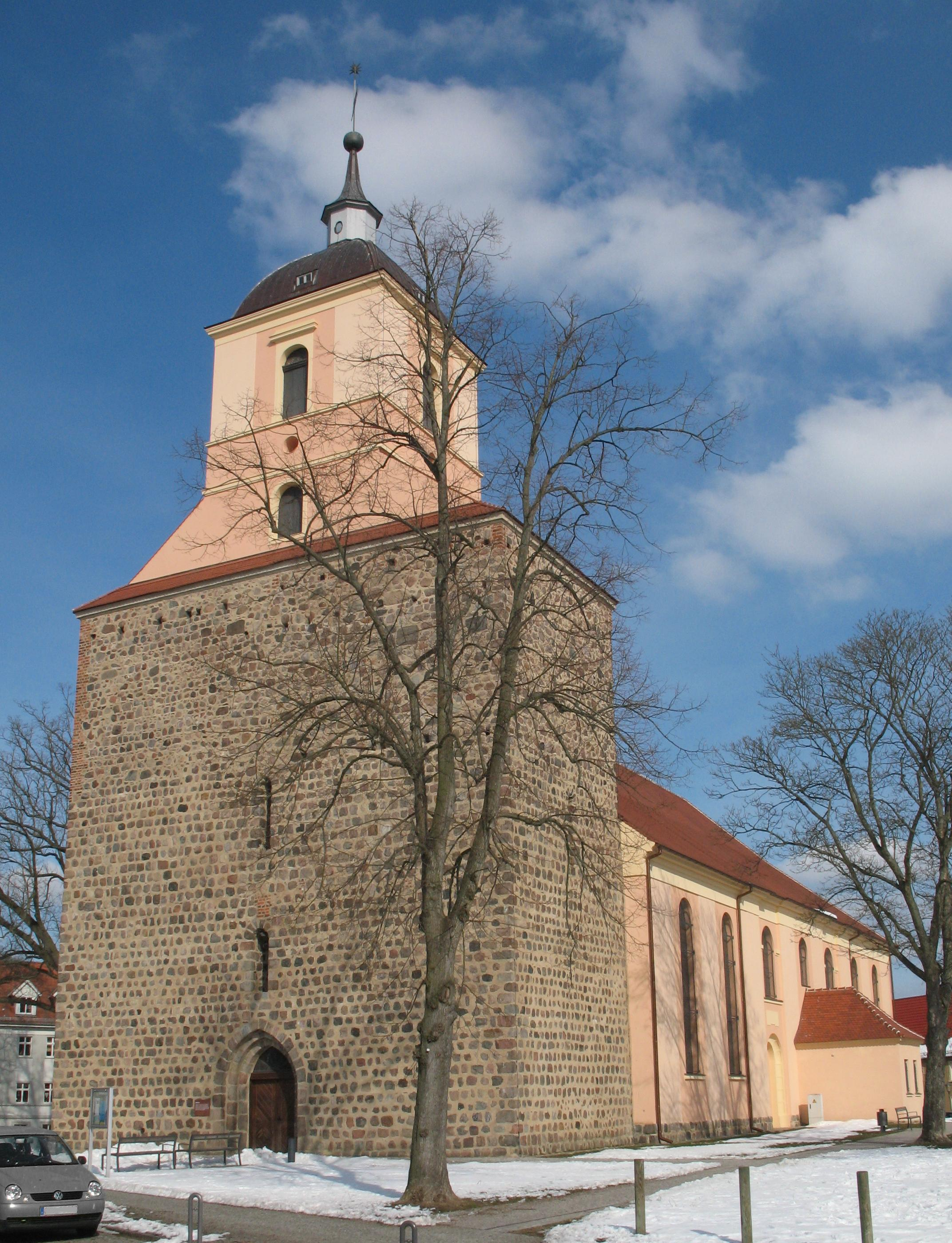
کلیسا

شهر تسهدنیک (به آلمانی: Zehdenick) در ایالت برندنبورگ در کشور آلمان واقع شده‌است.

## نگارخانه

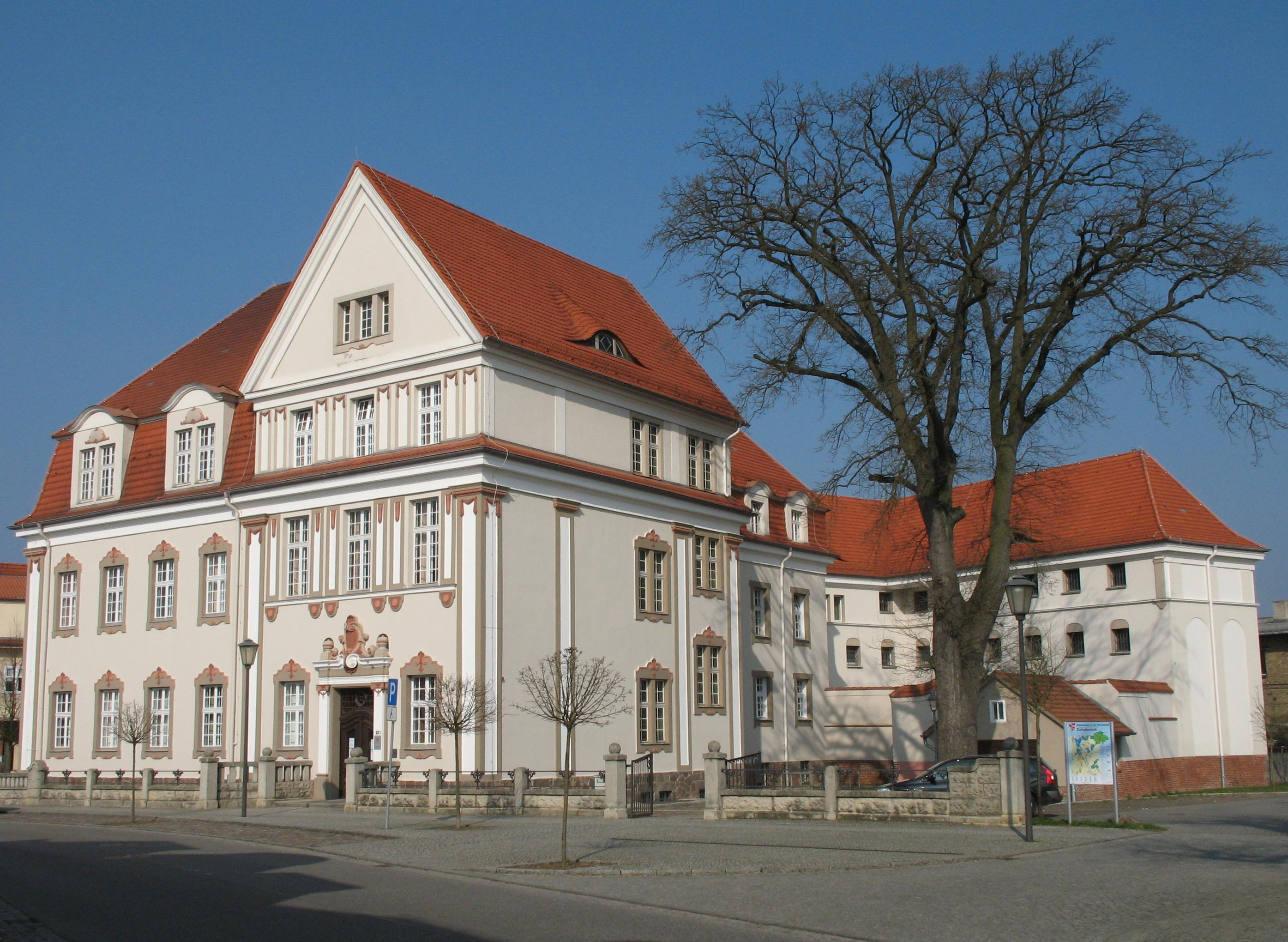
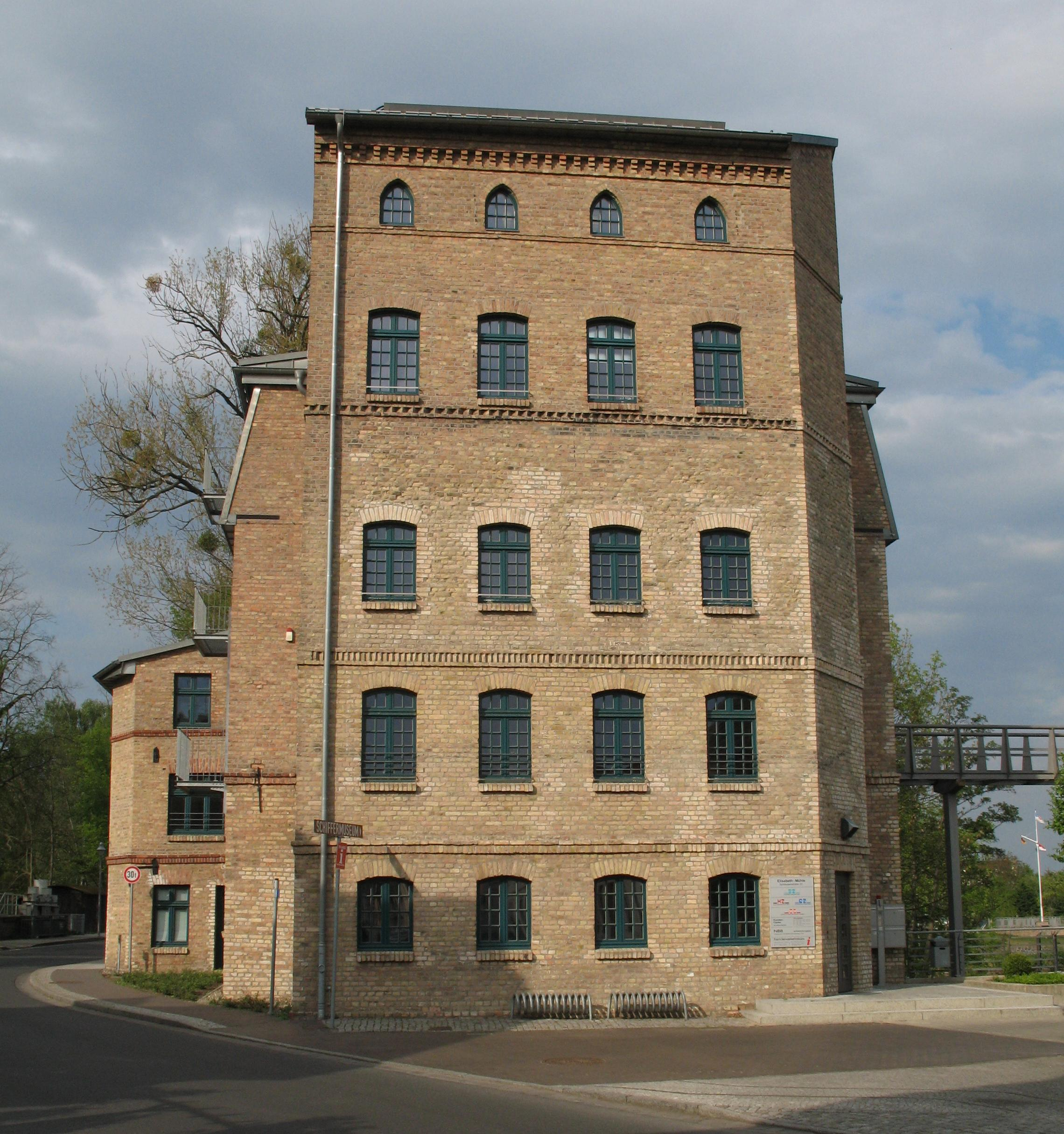
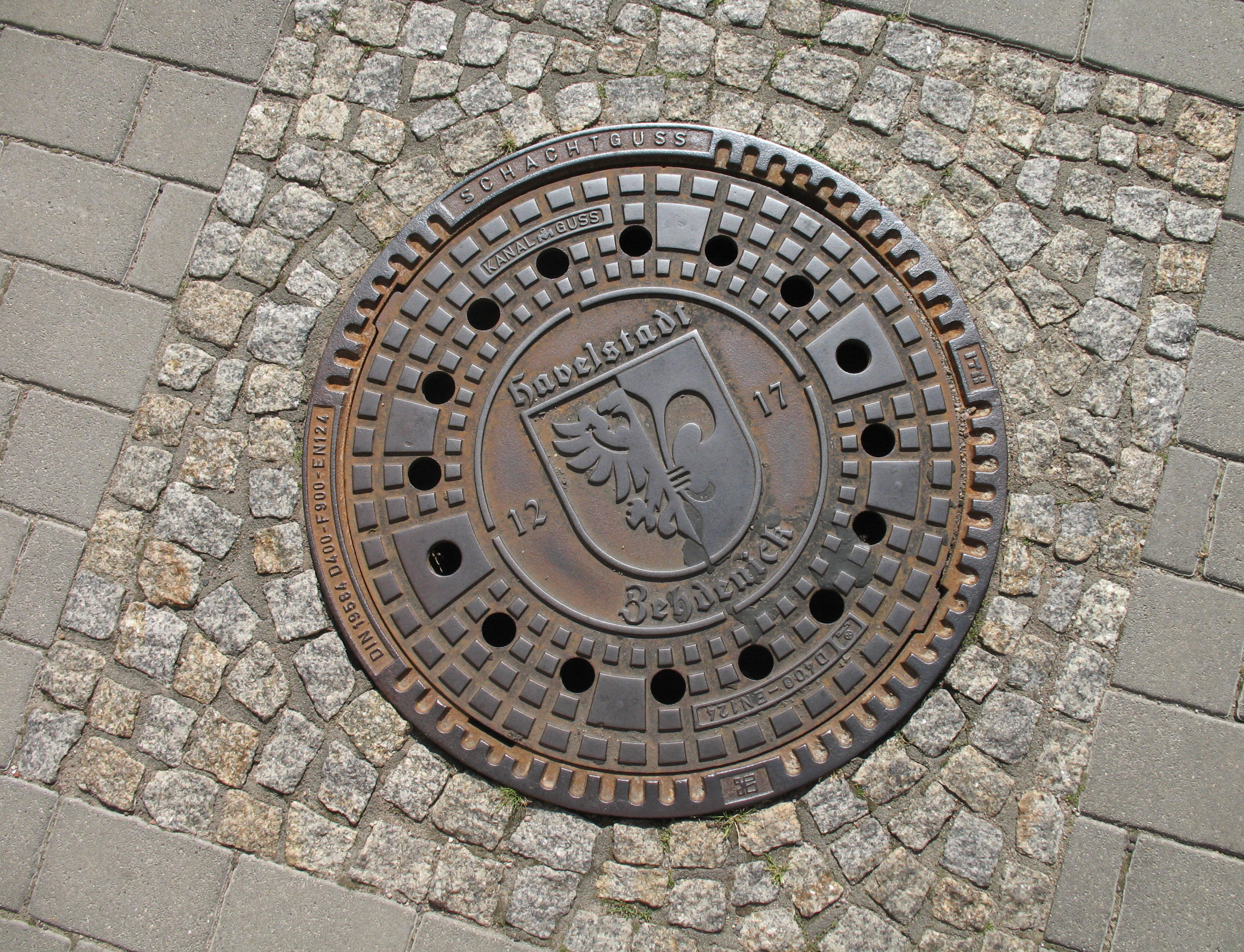
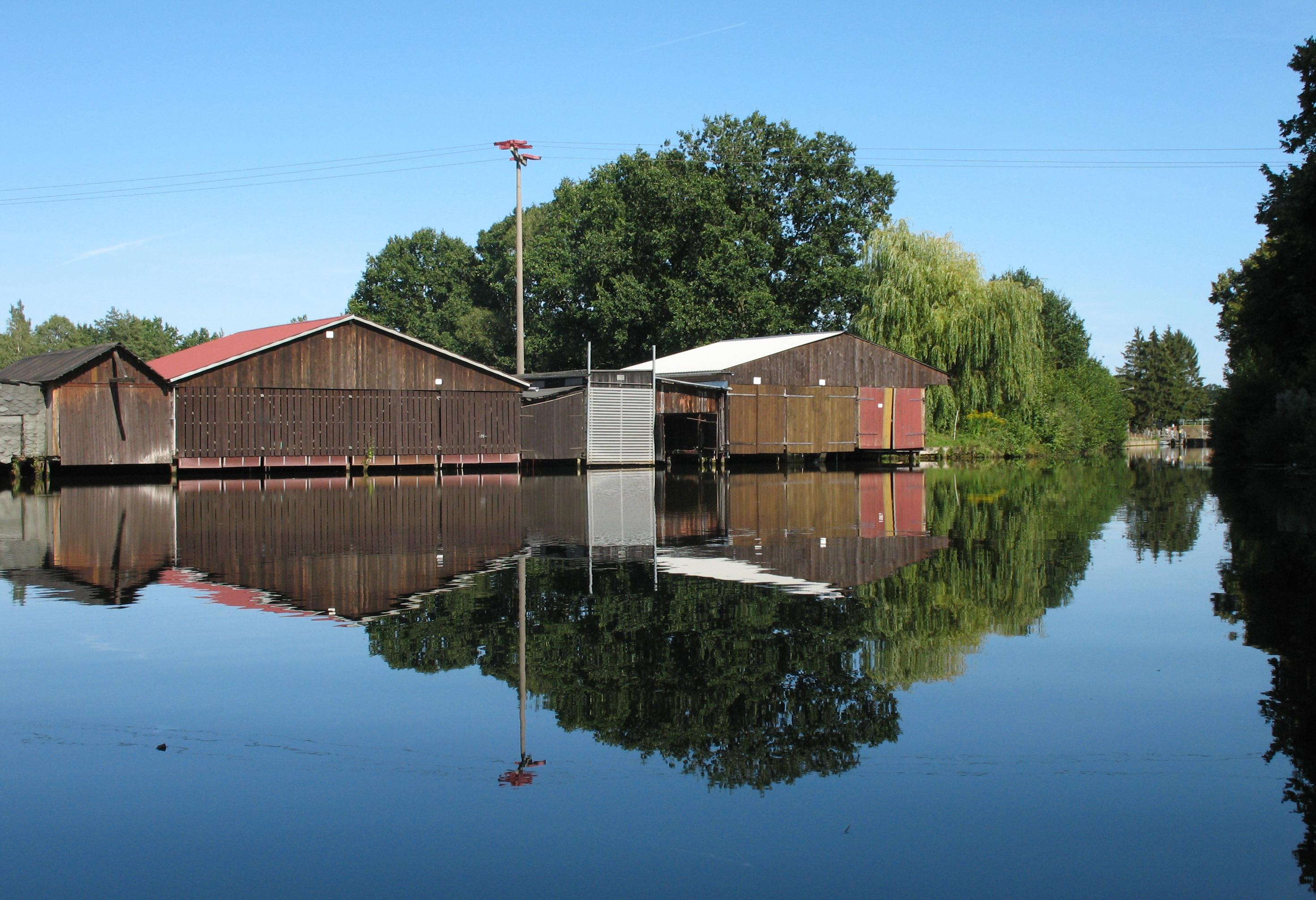
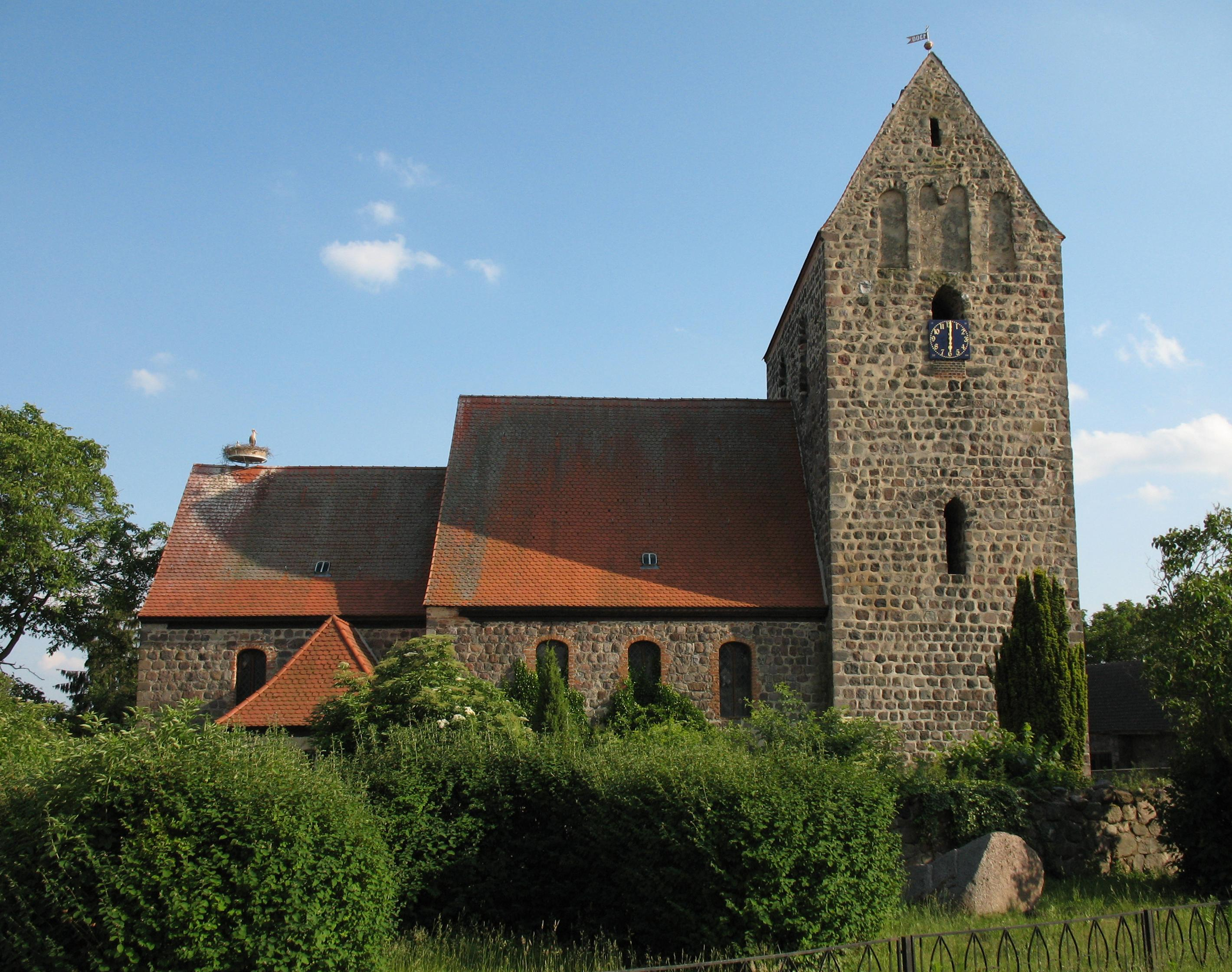
کلیسا
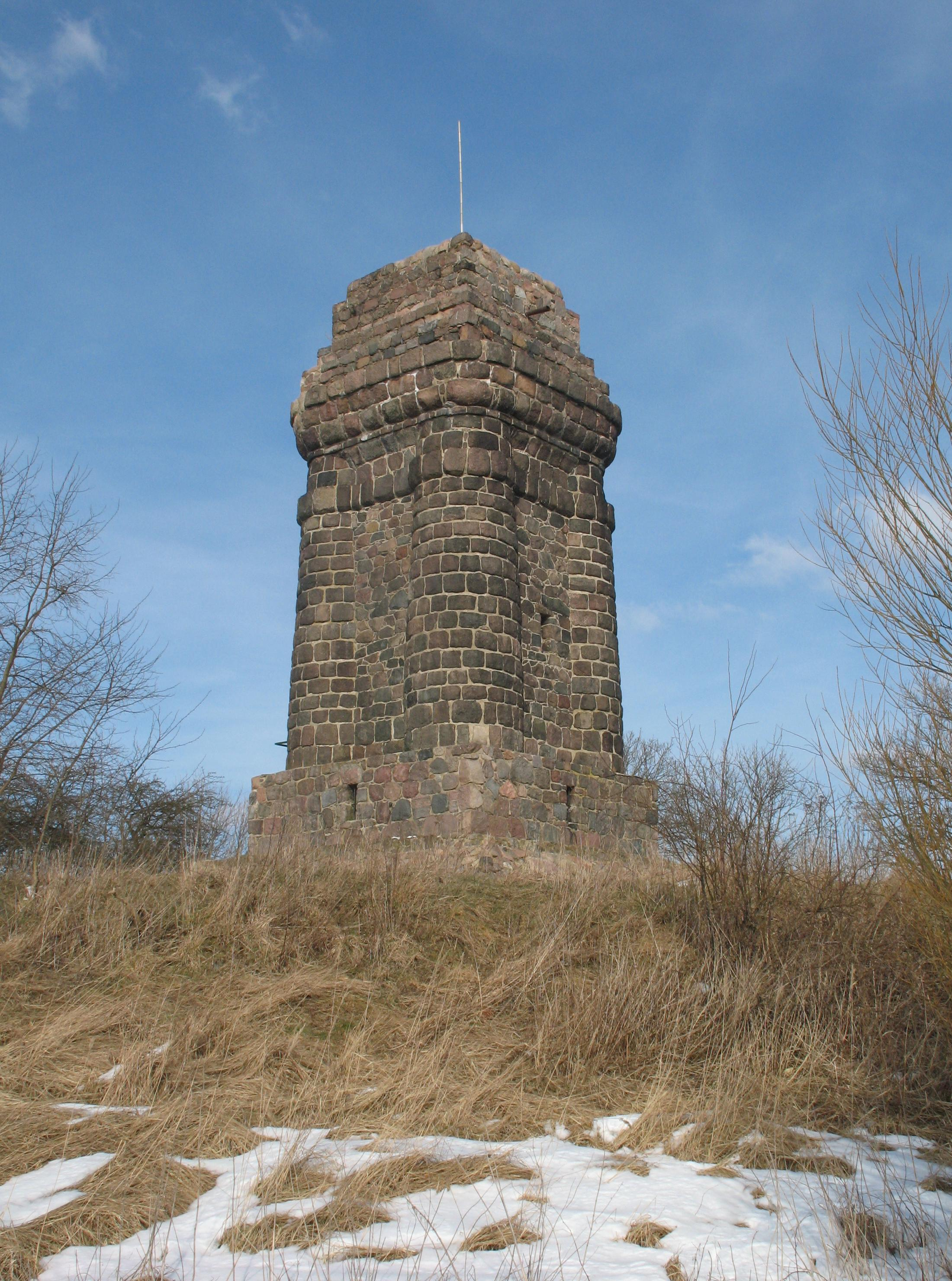
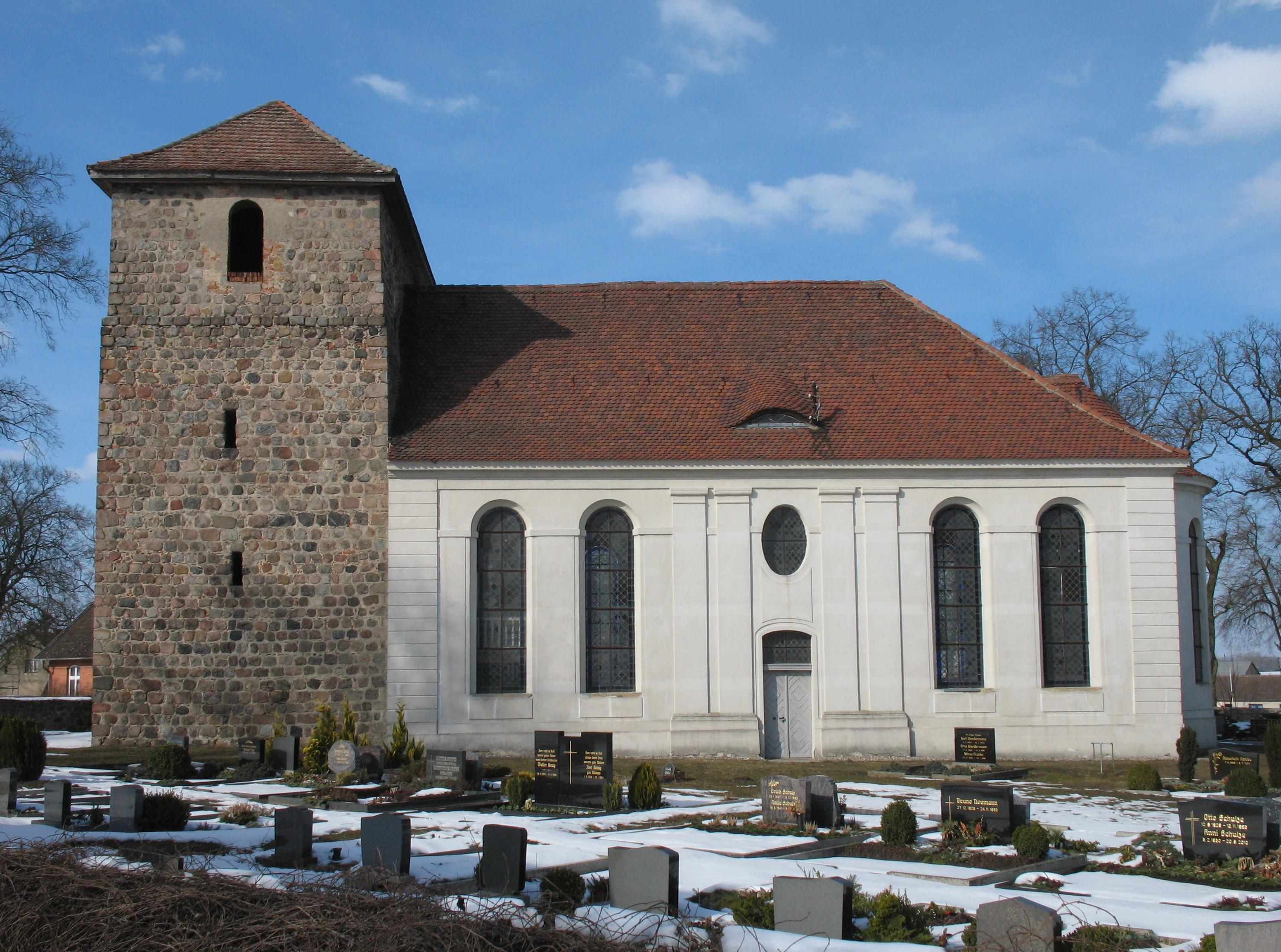
کلیسا
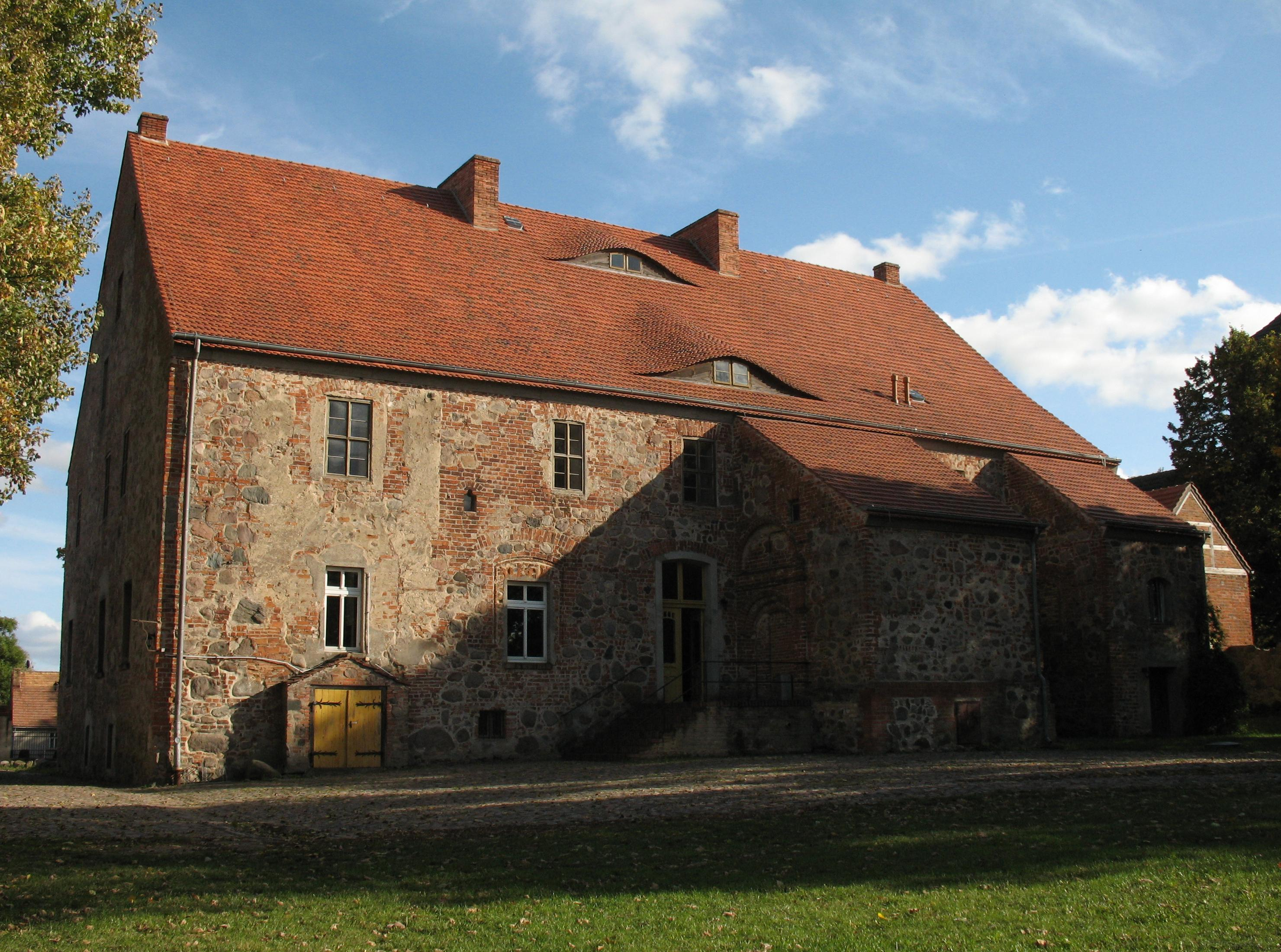